# بيت الحاج
بيت الحاج هي قرية لبنانية من قرى قضاء عكار في محافظة الشمال. تقع في تجمع للقرى يسمى نجد عكار.
```
تقع هذه القرية على ضفاف نهر اسطوان.
```

ان سكان هذه القرية هم من عائلة واحدة ألا و هي عائلة الحاج الكيلاني.
استحدثت فيها بلدية عام 2004. 
تبعد عن مدينة حلبا حوالي 6 كم.
تقع القرية على ضفاف نهر اسطوان و هي ضمن مجموعة اتحاد بلديات نهر اسطوان.